# Колонна Марка Аврелия
Колонна Марка Аврелия (лат. Columna Centenaria Divorum Marci et Faustinae, итал. Colonna di Marco Aurelio) — дорическая колонна, расположенная в Риме на названной в её честь площади Колонны (итал. Piazza Colonna). Воздвигнута между 176 и 192 годами в память о Маркоманской войне Марка Аврелия, прототипом её послужила колонна Траяна.

## Конструкция
Высота колонны составляет 29,6 м, её пьедестала — 10 м. Общая высота монумента составляла 41,95 м, однако 3 метра её основания после реставрации 1589 года оказались ниже поверхности земли. Ствол колонны состоит по разным данным из 27 или 28 блоков карарского мрамора 3,7-метрового диаметра. Как и колонна Траяна, она полая, внутри находится винтовая лестница с 190—200 ступенями, ведущими к вершине, где в древности была установлена скульптура Марка Аврелия. Лестничная клетка освещается через небольшие прорези.

## Рельеф
Рельеф колонны Марка Аврелия заметно отличается от рельефа колонны Траяна большей экспрессивностью. На нём гораздо сильнее выражена игра света и тени, поскольку резьба по камню более глубокая, несколько увеличены головы фигур для более точной передачи выражения лиц. В то же время отмечается снижение уровня проработки деталей оружия и одежды.

## История после падения Римской империи

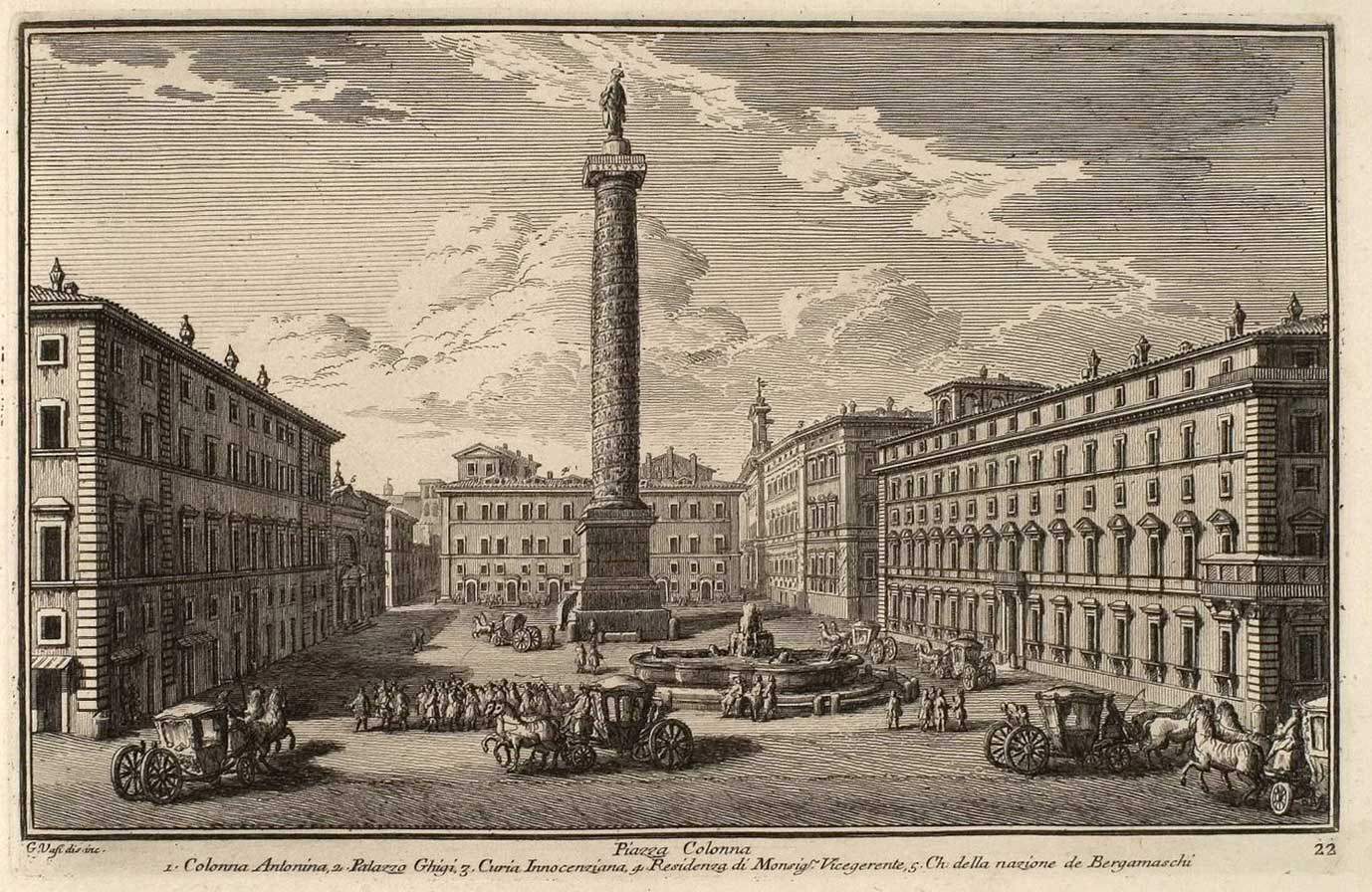
Колонна на площади на гравюре XVII века.

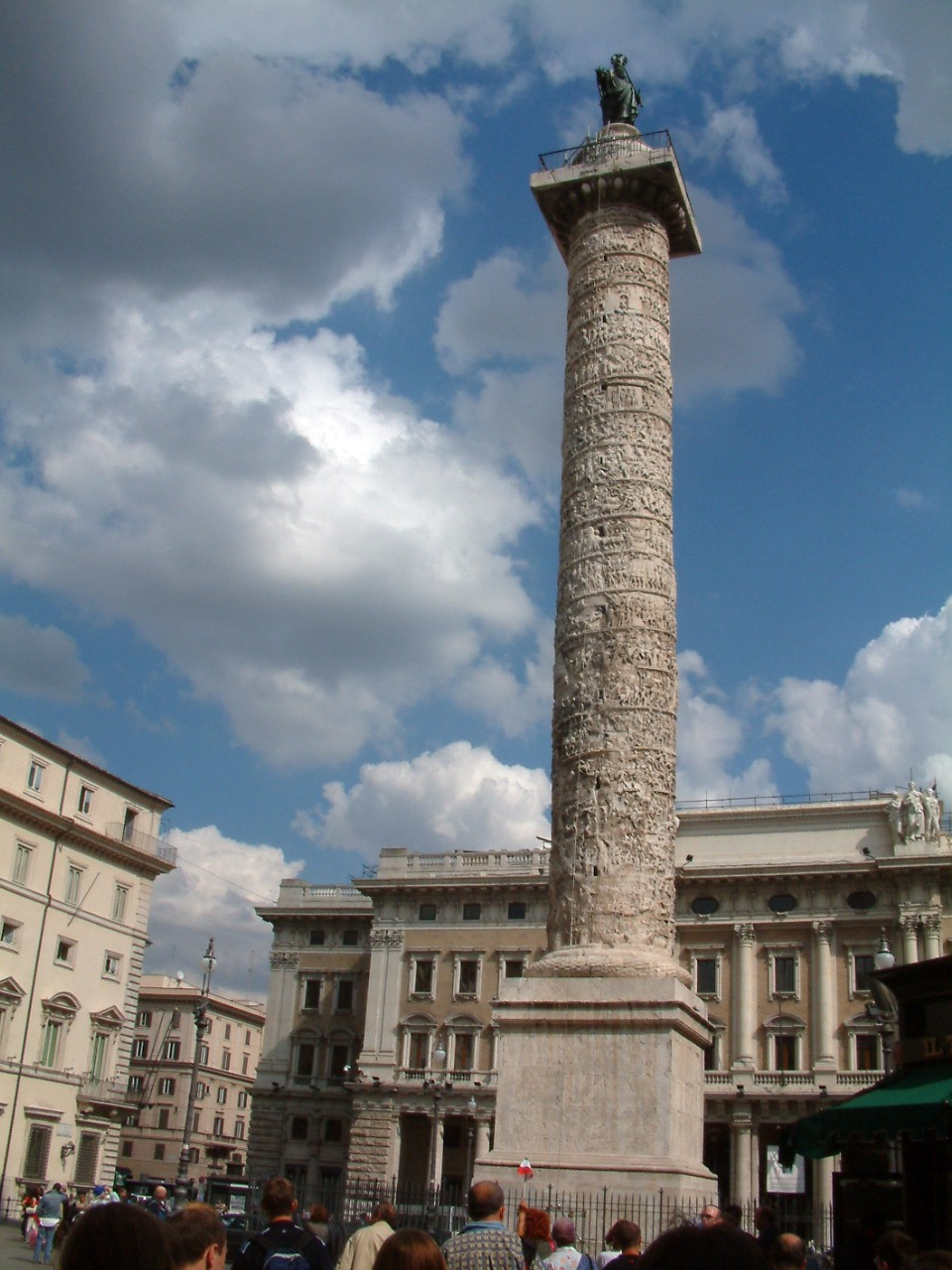
Колонна Марка Аврелия

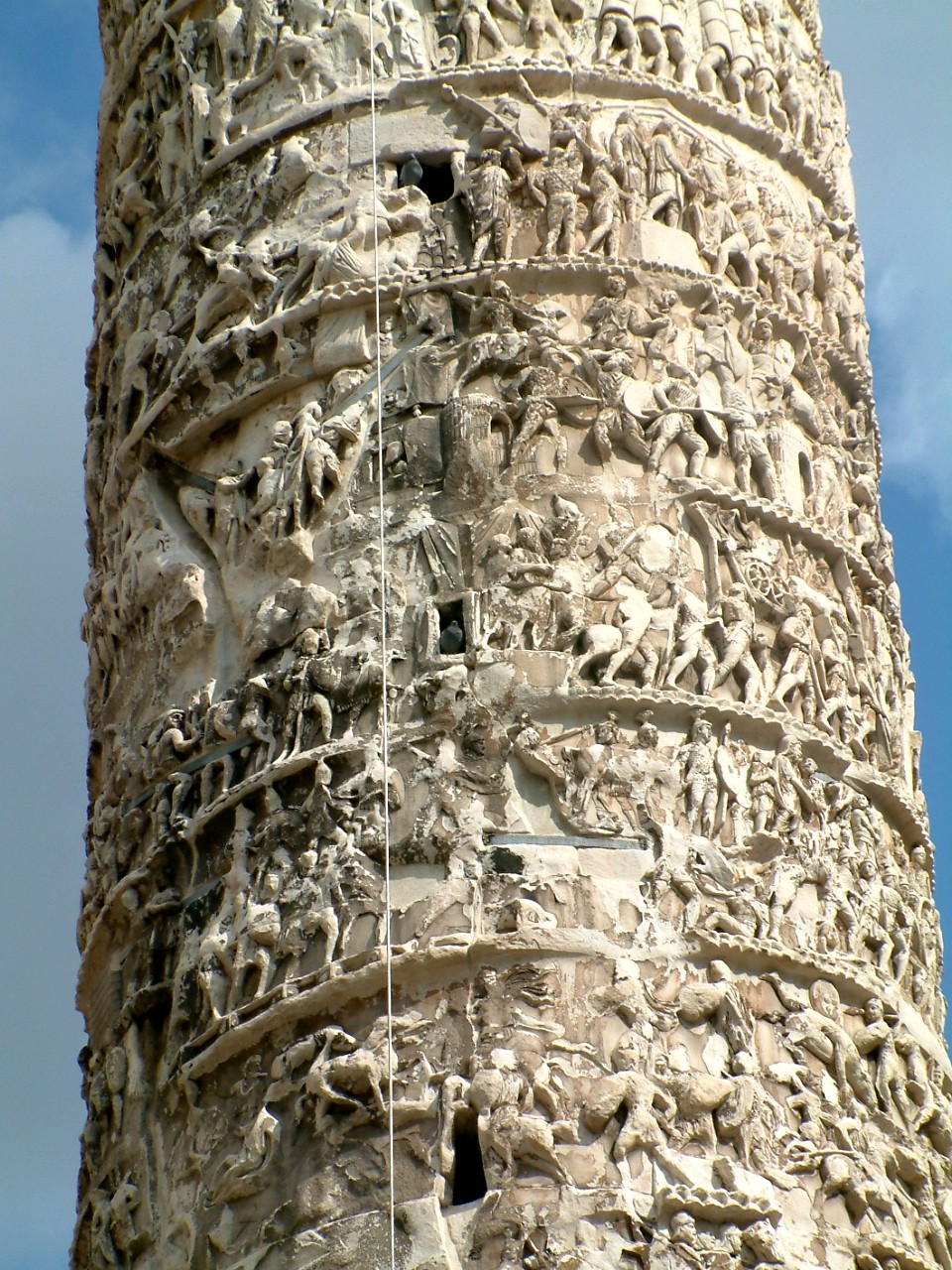
Рельеф колонны Марка Аврелия

В Средние века восхождение по лестнице на вершину колонны было столь популярным, что право взимать входную плату ежегодно выставлялось на аукцион. Сейчас проход на башню стал только служебным.
К XVI веку статуя Марка Аврелия была утеряна, в 1589 по указанию папы Сикста V Доменико Фонтана отреставрировал колонну, водрузил на неё бронзовую скульптуру апостола Павла, а вместо разрушенных рельефов разместил на пьедестале надпись о реставрации, в которой ошибочно назвал монумент колонной императора Антонина Пия.

## Колонна Марка Аврелия в художественной литературе
Является местом преступления в романе Гийома Прево «Семь преступлений в Риме».